# Кварцит
Кварцитът е твърда метаморфна скала, която е съставена основно от кварц. Пясъчникът се превръща в кварцит чрез нагряване и налягане, обикновено свързвано с тектонска компресия в орогенни пояси. Чистият кварцит обикновено е бял до сив, макар кварцитът често да се среща в различни оттенъци на розово и червено, дължащи се на различно количество железен оксид (Fe2O3). Други цветове също се срещат и се дължат на наличието на други минерали.
Когато пясъчникът бива споен в кварцит, индивидуалните кварцови зрънца кристализират отново заедно със спояващия материал, за да се образува сплотена мозайка от кварцови кристали. Повечето или целия от първоначалния строеж на пясъчника се заличават от метаморфизма. Зърнестата, грапава повърхност става гладка на вид. Малки количества от бившите спояващи вещества, железен оксид, силициев диоксид, карбонат и глина често мигрират по време на повторната кристализация и метаморфоза. Това води до появата на ивици в кварцита.
Ортокварцитът е много чист кварцов пясъчник, съставен обикновено от заоблени кварцови зърна, споени от силициев диоксид. Ортокварцитът е 99% SiO2 с много малки количества железен оксид и остатъчни устойчиви минерали като циркон (ZrSiO4), рутил и магнетит. Макар често да се срещат и малко фосили, първоначалната текстура и седиментни структури се запазват.
Кварцитът е много устойчив на химично изветряне и често образува била и устойчиви върхове. Почти изцяло силициевото съдържание на скалата допринася малко към почвата, следователно кварцитните хребети често са оголени и са покрити само с много тънък слой почва и малко растителност, ако въобще има такава.

## Употреба
Поради твърдостта си и ъгловатата си форма, натрошеният кварцит често се използва като баласт, върху който се полагат железопътните траверси. Кварцитът е и декоративен камък и се използва и като покритие на стени, плочки, стълби и други. Напоследък все по-често се използва за направата на кухненски плотове. По-твърд и по-устойчив към петна е от гранита. Понякога се използва натрошен кварцит при строежа на пътища. Кварцитът с висока чистота се използва за направата на феросилиций, промишлени кварцови пясъци и силициев карбид.
През палеолита кварцитът се е използвал с кремък и кварц за направата на каменни сечива.
Колосите на Мемнон в Египет, както и саркофагът на Наполеон в Дома на инвалидите в Париж са изградени от кварцит.